# Asszonyfalvi erődtemplom
Az asszonyfalvi erődtemplom műemlékké nyilvánított épület Romániában, Szeben megyében. A romániai műemlékek jegyzékében az SB-II-a-A-12321 sorszámon szerepel.